# Brutalitet
Brutalitet er en amerikansk stumfilm fra 1912 af D. W. Griffith.

## Medvirkende
- Walter Miller
- Mae Marsh
- Joseph Graybill
- Lionel Barrymore
- Elmer Booth